# Lphant
Lphant fue un cliente P2P escrito en C#; en el cual el código del núcleo es independiente del de la interfaz gráfica. 
Lphant es de los primeros programas que permiten la descarga de un mismo archivo a través de la unión de las redes eDonkey 2000 y BitTorrent. Además, permite el uso de la opción Webcaché.
Para ejecutar el programa (en las versiones 3.00 y posteriores), es necesario tener instalado en nuestro sistema el .NET Framework v2.0 (el cual puede ser descargado directamente desde la página oficial de Windows Update), si trabajamos bajo sistemas Windows. Si trabajamos con sistemas GNU/Linux o Mac OS, necesitaremos tener instalada la plataforma Mono.
En la actualidad, con cada versión aparecen 3 clientes:
- El instalador para Windows.

- El de línea de comandos multiplataforma, que funciona en GNU/Linux, MacOS y Windows.

- El servicio nativo para Windows.

## LPhant versión 4: Fake
En marzo de 2009 Discordia Ltd. se adueñó por la fuerza de la página web de LPhant, por medio de artimañas legales. Ya había aplicado con éxito la misma táctica con la página de Shareaza en 2008.
Discordia Ltd. es un grupo creado con la intención de combatir la piratería, atacando los medios de distribución P2P. En el caso de LPhant se han adueñado de la página, con la intención de eliminar este software de la siguiente manera:
La publicidad del software LPhant sugiere al usuario que actualice a la nueva versión 4. El usuario visita la página oficial de LPhant, en manos de Discordia, y descarga un programa que al instalarse elimina la versión anterior. Este programa es un fake, un disfraz; no es compatible con Torrent ni con eDonkey. En este punto el usuario descubre que ha perdido el cliente P2P de LPhant, y la página para descargar la versión anterior (v 3.51) ya no existe.
Adicionalmente, mediante un asistente, el sistema de instalación de dicha versión 4, insta al usuario a realizar un registro en línea para poder usar el programa. Posteriormente, si el usuario desea cancelar su suscripción, ni el programa ni la página web ofrecen un método claro para realizarlo (si no inexistente).
Al tiempo que Discordia tomó el control de la página de LPhant, fueron eliminadas las entradas de Wikipedia en inglés referidas a este software, y retiradas las posibilidades de descarga de las versiones anteriores de LPhant, de los numerosos sitios de descarga en Internet.
Los desarrolladores de LPhant están decidiendo su estrategia para continuar, aunque se presume que se encuentren limitados a causa de algún acuerdo legal que debieron firmar con Discordia, en el que entregaron la página.